# Unbihexium

Az unbihexium, más néven eka-plutónium a periódusos rendszer 126. rendszámú, még fel nem fedezett elemének ideiglenes neve, vegyjele Ubh. Várhatóan a g-mező szuperaktinoidái közé tartozik. A magfizikusok érdeklődését felkeltette, mivel a 126 a protonok egyik mágikus száma lehet a stabilitás szigetének közepe környékén, ami hosszabb felezési időt jelenthet, különösen a 310Ubh vagy 354Ubh esetében, ezeknél ugyanis a neutronok száma is mágikus szám lehet.
Az esetleges nagyobb stabilitása miatt az első próbálkozások az előállítására 1971-ben történtek, az ezt követő években a természetbeli előfordulását keresték. Bár több megfigyelésről is beszámoltak, az újabb vizsgálatok szerint ezek a kísérletek valószínűleg nem voltak elég érzékenyek, így unbihexiumot sem a természetben, se mesterségesen előállítva nem találtak. Az unbihexium stabilitását a különböző modellek nagyon tág határok között jósolják meg, egyes modellek szerint a stabilitás szigete kisebb rendszámnál, a kopernícium és a fleróvium környékén található.
Az elméleti várakozások szerint kémiailag reakcióképes szuperaktinoida, számos, +1 és +8 közötti oxidációs állapottal. Sűrűsége feltehetően nagyobb, mint a plutóniumé. Az előrejelzések szerint a második olyan elem, amelyben elektron található a g alhéjon, amit a csak a nehéz és szupernehéz elemeknél fellépő relativisztikus hatások okoznak. Az 5g, 6f, 7d és 8s pályák energiaszintje várhatóan átfed egymással, ami még nehezebbé teszi az elem kémiai tulajdonságainak megjóslását.

## Fordítás
Ez a szócikk részben vagy egészben  az   Unbihexium című angol Wikipédia-szócikk ezen változatának fordításán alapul.  Az eredeti cikk szerkesztőit annak laptörténete sorolja fel. Ez a jelzés csupán a megfogalmazás eredetét és a szerzői jogokat jelzi, nem szolgál a cikkben szereplő információk forrásmegjelöléseként.